# Körnerschule Linz
Die Körnerschule Linz ist ein Bundesgymnasium und wirtschaftliches Bundesrealgymnasium in Linz in Oberösterreich. Das Schulgebäude, errichtet nach Plänen des Architekten Julius Schulte, steht unter Denkmalschutz (Listeneintrag).

## Geschichte
Linzer Bürger gründeten 1889 mit Unterstützung der Stadtgemeinde eine höhere Privatschule für Mädchen. Die Schule war das dritte sogenannte Mädchengymnasium (Lyzeum) im heutigen Österreich und das erste Mädchengymnasium in Linz und erhielt 1894 das Öffentlichkeitsrecht. Die Schule befand sich im Gebäude an der Ecke Museumstraße/Prunerstraße und die erste Matura fand 1903 mit sieben Schülerinnen im Sitzungssaal des danebenstehenden Museums statt.
1910 wurde ein Lyzealverein gegründet und 1911 ein neues Schulgebäude nach den Plänen des Architekten Julius Schulte an der Ecke Körnerstraße/Eisenhandstraße bezogen. Von 1985 bis 1988 wurde nach den Plänen des Architekten Weismann ein Zubau errichtet.
Nachdem 1985 die ersten männlichen Schüler aufgenommen wurden, dauerte es noch bis 1997, bis die drei ersten männlichen Maturanten die Reifeprüfung absolvierten. Seitdem steigt die Anzahl männlicher Schüler.
2018 wurde der Name in Körnergymnasium abgeändert, die alte Bezeichnung Körnerschule wird jedoch umgangssprachlich weiterhin verwendet. Namensgebend ist nicht, wie häufig angenommen, der ehemalige Bundespräsident Theodor Körner oder der gleichnamige Schriftsteller, sondern die Körnerstraße, die wiederum nach dem ehemaligen Linzer Bürgermeister Reinhold Körner benannt ist.

## Kontroversen
2016 berichteten die Oberösterreichischen Nachrichten, dass der damalige Direktor, Johann Waser, den Schülern der damaligen 8. Klasse einen Maturastreich verbot und drohte, alle Beteiligten anzuzeigen.